# Dick Waterman
Dick Waterman (* 14. Juli 1935 in Plymouth, Massachusetts, USA; † 26. Januar 2024) war ein US-amerikanischer Journalist, Promoter und Fotograf, der sich seit den 1960er Jahren für die Belange des Blues einsetzte.

## Biografie
Waterman wurde am 14. Juli 1935 in Plymouth (Massachusetts) geboren. Nach Schule und Militärdienst studierte er in den 1950er Jahren Journalismus an der Boston University. Anschließend schrieb er für die Musikzeitschrift Broadside Magazine in Boston und wurde später deren Redakteur. 1963 begann er, lokale Shows mit Blueskünstlern zu promoten, darunter Mississippi John Hurt, Bukka White und Mississippi Fred McDowell. 1964 reiste er mit Nick Perls und Phil Spiro auf Spurensuche nach Mississippi, die schließlich zur „Wiederentdeckung“ des legendären Blues-Sängers Son House führte.
Anschließend gründete er Avalon Productions, die erste Agentur, die speziell für die Vertretung von Blueskünstlern gegründet wurde. Er vertrat House, White, Hurt, Skip James, Lightnin’ Hopkins, Arthur Crudup, Junior Wells, J. B. Hutto und viele andere. Er förderte auch Konzerte von Folk- und Rock-Musikern im Raum Boston. In den späten 1960er Jahren lernte er eine junge Gitarristin und Sängerin namens Bonnie Raitt kennen und ermutigte sie, eine Musikkarriere zu beginnen.
Als die älteren Bluesmusiker starben, übernahm Watermans die Verwaltung ihres Nachlasses und die Versorgung ihrer Erben. In den 1980er Jahren zog er nach Oxford (Mississippi) und begann eine zweite Karriere mit der Veröffentlichung der Fotos von Blues-, Folk-, Country- und Jazzkünstlern, die er seit den frühen 1960er Jahren aufgenommen hatte. Sein Buch Between Midnight and Day: The Last Unpublished Blues Archive enthält etwa 100 seiner Fotografien.
1993 war Waterman maßgeblich daran beteiligt, mit der Unterstützung von Bonnie Raitt über den Mt. Zion Memorial Fund einen neuen Grabstein auf dem Grab von Mississippi Fred McDowell zu errichten.

## Auszeichnungen
2000 wurde Waterman in der Kategorie „Non-Performer“ in die Blues Hall of Fame aufgenommen. 2014 erhielt er in Memphis einen Keeping the Blues Alive Award for Photography der Blues Foundation. Im Oktober 2017 erhielt er eine Brass Note in der Beale Street in Memphis (Tennessee). Waterman ist in dem Dokumentarfilm Two Trains Running von 2016 über die Wiederentdeckung von Son House und Skip James zu sehen.